# Declan Cronin
Declan Evans Cronin (Glen Ridge, Nueva Jersey, 24 de septiembre de 1997), más conocido como Declan Cronin, es un jugador profesional estadounidense de béisbol que se desempeña en la posición de lanzador en Miami Marlins, equipo de las Grandes Ligas de Béisbol (MLB).

## Carrera
Cronin hizo su debut en la MLB con el equipo Chicago White Sox, en el cual jugó una temporada (2023), después pasó a Miami Marlins, donde lleva jugando una temporada.